# Franciaországi szélerőművek listája
Franciaországban 2008-ban 331 szélerőmű működött, összesen 3482 MW beépített kapacitással és 2467 szélturbinával. Túlnyomó többségük a 2000-es években épült.
A következő lista régiók és megyék szerint sorolja fel a franciaországi szélerőműveket. Amennyiben a szélerőmű neve nem egyezik meg a községgel, melynek területén fekszik, az zárójelben szerepel. További adatok:
- Beépített teljesítmény (megawatt)
- Turbinák száma
- Üzembehelyezés éve

## Auvergne

### Allier
- Saulzet – 1 MW, 1 turbina, 2007

### Cantal
- Coren – 15 MW – 5 turbina, 2007
- Col de la Fageole (Coren) – 15 MW, 5 turbina, 2007
- Talizat – Rézentières – 12 MW, 6 turbina, 2008

### Haute-Loire
- Ally – 39 MW, 4 helyszínen összesen 26 turbina, 2005
- Les Barthes (Freycenet-la-Tour) – 52 MW, 2 helyszínen összesen 8 turbina, 2007
- Saint-Jean-Lachalm – 18 MW, 9 turbina, 2008
- Saint-Flour – Montusclat – Champclauze – 24 MW, 16 turbina, 2007

### Puy-de-Dôme
- Ardes-sur-Couze – 20,8 MW, 26 turbina, 2008
- Saint-Hilaire-la-Croix – 1,2 MW, 1 turbina, 2008

## Alsó-Normandia

### Calvados
- Chicheboville (Chicheboville, Conteville) – 12 MW, 8 turbina, 2006
- Falaise (Soulangy, Saint-Pierre-Canivet) – 10 MW, 5 turbina, 2007
- Saint-Martin-des-Besaces – 6 MW, 2 turbina, 2006

### Manche
- Auvers (Auvers, Méautis) – 8 MW, 4 turbina, 2005
- Cambernon – 9,2 MW, 4 turbina, 2007
- Clitourps – 3,3 MW, 5 turbina, 2005
- Cotentin (Sortosville-en-Beaumont) – 7,5 MW, 5 turbina, 2004
- Gavray – 2 MW, 1 turbina, 2005
- Hamel-Au-Brun (Guilberville-Hértoudière) – 8 MW, 4 turbina, 2008

## Burgundia

### Côte-d’Or
- Pays de Saint-Seine (Bligny-le-Sec) – 25 turbina, 2008

## Bretagne

### Côtes-d’Armor
- Bourbriac – 10 MW, 5 turbina, 2008
- Corlay (Caurel, Saint-Mayeux) – 4,25 MW, 5 turbina, 2008
- Guéhenno – 3 MW, 3 turbina, 2007
- Guerlédan (Caurel, Saint-Mayeux) – 4,25 MW, 5 turbina, 2005
- Keranfouler (Pont-Melvez) – 9,1 MW, 7 turbina, 2007
- Kerlan (Maël-Pestivien) – 6,3 MW, 7 turbina, 2007
- Lanfains – 7,5 MW, 5 turbina, 2006
- Le Gollot (Pont-Melvez) – 10,4 MW, 8 turbina, 2007
- Le Haut-Corlay – 9 MW, 6 turbina, 2006
- Plestan – 13,8 MW, 6 turbina, 2007
- Plougras – 6 MW, 8 turbina, 2003
- Pluzunet – 6 MW, 3 turbina, 2006
- Saint-Barnabé – 12 MW, 6 turbina, 2007
- Saint-Servais – 5,6 MW, 7 turbina, 2007
- Trébry – 9 MW, 6 turbina, 2005

### Finistère
- Beuzec-Cap-Sizun – 1,5 MW, 1 turbina, 2004
- Cast – 20 MW, 8 turbina, 2007
- Dineault – 1,2 MW, 4 turbina, 2002
- Dirinon – 1,7 MW, 2 turbina, 2004
- Goulien – 6 MW, 8 turbina, 2000
- Kerherhal – 4 MW, 2 turbina, 2005
- Kerigaret – 12 MW, 8 turbina, 2007
- Lanrivoaré – 29 MW, 3 turbina, 2006
- Leign Ar Gasprenn (Collorec) – 8 MW, 4 turbina, 2008
- Pleyber-Christ – 5,4 MW, 9 turbina, 2007
- Plomodiern – 12 MW, 5 turbina, 2008
- Plouarzel – 5,94 MW, 2 helyszínen 9 turbina, 2000
- Ploudalmézeau (Lampaul-Ploudalmézeau) – 9,1 MW, 7 turbina, 2005
- Plouguin – 10 MW, 5 turbina, 2004
- Plouguin 2 – 8 MW, 4 turbina, 2005
- Ploumoguer – 5,25 MW, 7 turbina, 2004
- Plourin – 3,4 MW, 4 turbina, 2005
- Plouvien – 10,4 MW, 8 turbina, 2007
- Plouyé – 3 MW, 4 turbina, 2002
- Saint-Thégonnec (Saint-Thégonnec, Pleyber-Christ) – 1,5 MW, 5 turbina, 2004

### Ille-et-Vilaine
- Grand-Fougeray – 2 MW, 2 turbina, 2007
- Iffendic – 2 MW, 1 turbina, 2006
- La Nourais (Grand Fougeray, La Noë-Blanche) – 10 MW, 5 turbina, 2007
- Sainte-Marie-de-Redon – 1,25 MW, 1 turbina, 2005
- Trémeheuc – 12 MW, 6 turbina, 2008

### Morbihan
- Ambon – 10,02 MW, 6 turbina, 2008
- Bignan – 4,6 MW, 2 turbina, 2007
- Gueltas-Noyal-Pontivy (Gueltan, Noyal-Pontivy) – 9 MW, 6 turbina, 2005
- Kergrist (Le Roduel, Lérôme, Saint-Mérec) – 17,9 MW, 5 helyszínen 11 turbina, 2005
- La Butte des Fraus (Ménéac, Mohon) – 12 MW, 6 turbina, 2006
- Langoëlan – 1,8 MW, 2 turbina, 2004
- Mauron – 10 MW, 5 turbina
- Muzillac – 10,02 MW, 6 turbina, 2008
- Plélan-le-Grand – 12 MW, 6 turbina, 2008
- Séglien Trescoët (Séglien) – 9 MW, 6 turbina, 2006
- Silfiac-Badervedan (Silfiac) – 3,2 MW, 4 turbina, 2006

## Centre-Val de Loire

### Eure-et-Loir
- Bois-Bigot (Boisville-la-Saint-Père) – 9,2 MW, 4 turbina, 2006
- Bois-de-l’Arche (Beauvilliers) – 11,5 MW, 5 turbina, 2006
- Bonneval – 12 MW, 6 turbina, 2006
- Butte-Saint-Liphard (Oinville-Saint-Liphard) – 10 MW, 4 turbina, 2007
- Champ-Besnard (Santilly) – 9,2 MW, 4 turbina, 2007
- Chemin-d’Ablis (Léthuin) – 52 MW, 26 turbina, 2008
- Chemin de Tuleras (Villemeux-sur-Eure, Le Boullay-Thierry) – 12 MW, 6 turbina, 2006
- Cormainville (Cormainville, Guillonville) – 60 MW, 30 turbina, 2006
- Gommerville – 0,275 MW, 1 turbina, 2006
- Hauts-de-Melleray (Janville, Oinville-Saint-Liphard) – 10 MW, 4 turbina, 2006
- Janville (Janville, Poinville, Santily) – 34,5 MW, 3 helyszínen 15 turbina, 2005
- Le Carreau (Terminiers) – 9,2 MW, 4 turbina, 2006
- Les Trois Muids (Terminiers) – 11,5 MW, 5 turbina, 2006
- Louville-la-Chenard – 36 MW, 18 turbina, 2005
- Nogent-le-Roi – 0,65 MW, 1 turbina, 1958
- Roinville – 8 MW, 4 turbina, 2006

### Loir-et-Cher
- Les Mardeaux (Moisy, Semerville) – 11,5 MW, 5 turbina, 2006
- Les Pénages (Moisy, Ouzouer-le-Doyen) – 11,5 MW, 5 turbina, 2007
- Viertiville (Binas) – 11,5 MW, 5 turbina, 2006

### Loiret
- Bois-Louis (Tournoisis) – 11,5 MW, 5 turbina, 2006
- Bornes-de-Cerqueux (Epieds-en-Beauce) – 11,5 MW, 5 turbina, 2007
- Greneville-en-Beauce – 1 MW, 1 turbina, 2008
- La Brière (Bazoches-les-Gallerandes) – 6 turbina, 2008
- Parc des 3 Fermes (Pithiviers-le-Vieil) – 10 MW, 5 turbina, 2008
- Patay – 18 MW, 6 turbina, 2007
- Sainbois (Tournoisis) – 11,5 MW, 5 turbina, 2006
- Saran – 0,02 MW, 1 turbina, 2003
- Vallée des Gommiers (Patay) – 12 MW, 6 turbina, 2007

## Champagne-Ardenne

### Ardennes
- Vaux-lès-Mouzon – 6,9 MW, 3 turbina, 2008

### Aube
- Champfleury (Salon, Champfleury) – 12 MW, 6 turbina, 2005
- Chapelle-Vallon – 24 MW, 12 turbina, 2006
- Mont de Bézard (Gourgançon, Semoine, Salon) – 36 MW, 3 helyszínen 18 turbina, 2007
- Premierfait – Les-Grands-Chapelles – 24 MW, 18 turbina, építés alatt

### Haute-Marne
- Is-en-Bassigny – 12 MW, 6 turbina, 2008
- Les Eparmonts (Brachay, Blécourt, Ferière-et-Lafolie) – 12 MW, 8 turbina, 2008
- Plateau de Langres (Orceveaux, Verseilles-le-Haut, Brennes) – 12 MW, 6 turbina, 2009 (építés alatt)

### Marne
- Cernon – 27,5 MW, 11 turbina, 2008
- Clamanges-Villeseneux (Clamanges, Villeseneux) – 12 MW, 6 turbina, építés folyamatban
- Côte-de-l’Epinette (La Chausée-sur-Marne) – 1,5 MW, 1 turbina, 2002
- Côtes de Champagne (Saint-Amand-sur-Fion, Bassu) – 19,55 MW, 23 turbina, 2005
- Épense-Argonne (Épense, Noirlieu, Dommartin-Varimont) – 16,15 MW, 2 helyszínen 19 turbina, 2005
- Le Quarnon - Mont Faverget (Pogny) – 4 MW, 2 turbina, 2005
- Les Malandaux (Pogny, Orney) – 4 MW, 2 turbina, 2005
- Quatre Chemins (Coupéville, Saint-Jean-sur-Moivre) – 9 MW, 6 turbina, 2006
- Quatre Communes (Vitry-la-Ville, Coupetz, Faux-Vésigneul, Togny-aux-bœufs) – 12 MW, 6 turbina, 2006
- Vanault-le-Châtel – 8,5 MW, 10 turbina, 2006

## Corse

### Haute-Corse
- Cap Corse (Ersa, Petraggine, Rogliano) – 12 MW, 2 helyszínen 20 turbina, 2000
- Patrimonio – 11,5 MW, 5 turbina, 2007
- Punta Aja (Calenzana) – 6 MW, 10 turbina, 2003

## Franche-Comté

### Doubs
- Lomont (Vyt-les Belvoir, Valonne, Solemont, Feule) – 30 MW, 15 turbina, 2008

## Haute-Normandie

### Seine-Maritime
- Assigny – 12 MW, 6 turbina, 2006
- Brachy – 12 MW, 5 turbina, 2007
- Clos-Bataille (Smermesnil, Challengeville) – 10 MW, 4 turbina, 2008
- Fécamp – 4,5 MW, 5 turbina, 2006
- Harpen-Hauts-Traits (Gouchaupré) – 5,2 MW, 4 turbina, 2007
- Harpen-Petits-Caux (Tourville-la-Chapelle) – 9,2 MW, 4 turbina, 2007
- Les Vatines (Callengeville, Preuseville) – 12,5 MW, 5 turbina, 2008
- Varimpré (Callengeville) – 12,5 MW, 5 turbina, 2008

## Île-de-France

### Seine-et-Marne
- Carré Sénart (Lieusaint) – 1 turbina, 2006

### Yvelines
- Guitrancourt – 0,06 MW, 1 turbina, 2003

## Languedoc-Roussillon

### Aude
- Corbières-Maritimes (Sigean, Port-la-Nouvelle) – 8,8 MW, 3 helyszínen összesen 15 turbina, 1991
- Cuxas-Cabardès – 12 MW, 6 turbina, 2006
- Escales 1 – 7,5 MW, 10 turbina, 2003
- Escales 2 – 5,95 MW, 7 turbina, 2006
- Fitou 1 – 10,4 MW, 2 helyszínen összesen 8 turbina, 2002
- Fitou 2 – 11,7 MW, 2 helyszínen összesen 9 turbina, 2006
- Haut-Cabardès – Cabrespine (Pradelles-Cabardès, Cabrespine) – 20,8 MW, 2 helyszínen 16 turbina, 2006
- Lamontélairé – 10 MW, 5 turbina, 2007
- La Soulié – 6 MW, 3 turbina, 2008
- Les Pérails (Marquein) – 0,02 MW, 2 turbina
- Luc-sur-Orbieu – 16 MW, 8 turbina, 2007
- Névian – 17,85 MW, 3 helyszínen 21 turbina, 2003
- Plan des Aladers – Château de Lastours (Portel-des-Corbières) – 0,1 MW, 10 turbina, 1983
- Plan du Pal (Lastours) – 3,2 MW, 2 helyszínen 10 turbina, 2000
- Roquetaillade – 5,28 MW, 8 turbina, 2008
- Sallèles-Limousis (Sallèles-Cabardès) – 3,75 MW, 5 turbina, 1998
- Souleilla-Corbières (Treilles) – 20,8 MW, 2 helyszínen 16 turbina, 2000
- Tuchan – 6 MW, 10 turbina, 2002
- Tuchan II. – 3 MW, 5 turbina, 2001
- Villesèque-des-Corbières – 55,2 MW, 2 helyszínen 24 turbina, 2008

### Gard
- Beaucaire – 11,5 MW, 5 turbina, 2006

### Hérault
- Aumelas – 22 MW, 2 helyszínen összesen 11 turbina, 2005
- Castanet-le-Haut – 13,8 MW, 6 turbina, 2008
- Dio et Valquières (Dio, Valquières) - 11,69 MW, 7 turbina, 2006
- Fraïsse-sur-Agoût – 20 MW, 10 turbina, 2008
- Haut-Languedoc (Murat-sur-Vèbre, Cambon, Salvergues) – 29,9 MW, 23 turbina, 2006
- Oupia – 8,1 MW, 9 turbina, 2004
- Riols – 3,6 MW, 4 turbina, 2004

### Lozère
- Chaudeyrac – 1,7 MW, 2 turbina, 2005
- Lou Paou (Chastel-Nouvel) – 14 MW, 7 turbina, 2006

### Pyrenées-Orientales
- Centernach (Saint-Arnac) – 1,67 MW, 1 turbina, 2006
- Opoul-Perillos (Salses) – 10,5 MW, 6 turbina, 2003
- Rivesaltes – 7,6 MW, 2 helyszínen 8 turbina, 2003

## Limousin

### Corrèze
- Peyrelevade – 9 MW, 6 turbina, 2005

## Lorraine

### Meurthe-et-Moselle
- Braumont (Viviers-sur-Chiers) – 12 MW, 6 turbina, építés folyamatban
- Géry – 5 turbina, építés folyamatban
- Haucourt-Moulaine – 2,3 MW, 1 turbina, építés folyamatban
- Le Haut-des-Ailes (Igney, Foulcrey, Repaix) – 44 MW, 4 helyszínen 22 turbina, 2005
- Revémont – 9,2 MW, 4 turbina, építés alatt

### Meuse
- Beauregard – 12 MW, 6 turbina, 2006
- Chantereine-Ménaucourt (Ménaucourt) – 16 MW, 8 turbina, építés folyamatban
- Courcelles-sur-Aire – 11,5 MW, 5 turbina, 2007
- Haut-de-Bane (Rumont) – 12 MW, 6 turbina, 2006
- Haut-de-Vasse (Reffroy) – 12 MW, 6 turbina, 2005
- La Haie au Vent Stenay (Stenay) – 10 MW, 5 turbina, 2007
- Lanueville-au-Rupt – 10 MW, 5 turbina, 2007
- Le Boutonnier (Reffroy) – 12 MW, 6 turbina, 2005
- Méligny-le-Grand – 8 MW, 4 turbina, 2006
- Ménil-la-Horgne (Ménil-la-Horgne, Saulvaux) – 10,5 MW, 7 turbina, 2007
- Osches (Osches, Vadelaincourt, Les Souhesmes-Rampont) – 13,2 MW, 2008
- Rampont (Nixéville-Blercourt-Les Souhesmes-Rampont) – 12 MW, 6 turbina, 2007
- Saint-Aubin-sur-Aire – 19,7 MW, 2 helyszínen 9 turbina, 2007
- Trois Sources – 36 MW, 18 turbina, 2007
- Vaudeville-le-Haut – 11 MW, 4 turbina, építés alatt
- Voie Sacrée (Beausite, Raival, Courcelle-Sur-Aire, Erize-la-Petite, Maurechamp) – 54 MW, 27 turbina, 2007
- Vouthon-Haut – 12 MW, 5 turbina, építés alatt

### Moselle
- Amélécourt – 12,5 MW, 5 turbina, 2008
- Bambesch (Bambiderstroff, Longeville-les-Saint-Avold) – 12 MW, 6 turbina, 2007
- Buchfeld (Boulay-Moselle) – 10 MW, 4 turbina, 2007
- Fresnes-en-Saulnois – 12,5 MW, 5 turbina, 2008
- Les Moulins de Boulay (Boulay-Moselle) – 10 MW, 4 turbina, 2007
- Momerstroff – 11,5 MW, 5 turbina, 2006
- Niedervisse – 12 MW, 6 turbina, 2008
- Téterchen – 9 MW, 6 turbina, 2004
- Welling – 10 MW, 4 turbina, 2008

## Midi-Pyrénées

### Aveyron
- Aupiac (Camarès) – 0,5 MW, 2 turbina, 2007
- Castelnau-Pégayrols – 29 MW, 13 turbina, 2007
- Fontanelles (Brusque) – 7,8 MW, 6 turbina, 2002
- Lascombe (Broquiès) – 1,7 MW, 2 turbina, 2006
- Les Potences (Flavin)
- Lestrade (Lestrade-et-Thouels) – 11,5 MW, 5 turbina, 2008
- Lévézou-Salles Curan (Salles-Curan) – 87 MW, 29 turbina, 2008
- Merdélou (Peux, Couffouleux) – 7,8 MW, 6 turbina, 2002
- Pont-de-Salars – 24 MW, 2 helyszínen 12 turbina, 2007
- Ségur – 12 MW, 6 turbina, 2007

### Haute-Garonne
- Avignonet – 12 MW, 2 helyszínen 12 turbina, 2002
- Parc du Lauragais (Roumens, Saint Félix, Montégut) – 18,37 MW, 11 turbina, 2008

### Tarn
- Murat (Murat-sur-Vèbre) – 11,7 MW, 9 turbina, 2007
- Puech Cambert (Barre) – 15,9 MW, 2 helyszínen 9 turbina, 2007
- Puech Cornet (Le Margnès) – 13,8 MW, 6 turbina, 2008

## Nord-Pas-de-Calais

### Nord
- Bondues – 0,83 MW, 2 helyszínen 2 turbina, 1993
- Dunkerque – megszűnt, 1996
- Malo – megszűnt, 1991
- Mardyck – 12 MW, 3 helyszínen 5 turbina, 2003
- Toufflers – 0,3 MW, 2 turbina, 1993
- Wormhout – 0,4 MW, 1 turbina, 1997

### Pas-de-Calais
- Campagnes (Boubers-sur-Canche) – 8,35 MW, 5 turbina, 2007
- Fruges (Fruges, Coupelle-Vieille, Radinghem, Verchin, Ambricourt, Crequy, Hezecques) – 140 MW, 2 helyszínen 70 turbina, 2007
- Haute-Lys (Vincly, Reclinghem) – 37,5 MW, 4 helyszínen 25 turbina, 2004
- Le Mont-de-Ponche (Coyecques) – 8 MW, 4 turbina, 2008
- Le Portel – 3 MW, 4 turbina, 2002
- Les Prés Hauts (Remilly-Wirquin) – 12 MW, 6 turbina, 2008
- Mont-Haut (Cormont-Longvilliers) – 9 MW, 6 turbina, 2006
- Saint-Léger – 9,4 MW, 7 turbina, 2007
- Tambours (Conchy-sur-Canche, Monchel-sur-Canche) – 8,35 MW, 5 turbina, 2007
- Valhuon – 4 MW, 2 helyszínen 2 turbina, 2005
- Widehem – 3,75 MW, 5 turbina, 2001

## Pays de la Loire

### Loire-Atlantique
- Derval et Lusanger (Derval, Lusanger) – 16 MW, 8 turbina, 2007
- Soudan et Erbray (Soudan, Erbray) – 18,4 MW, 8 turbina, 2007

### Maine-et-Loire
- Freigné – 9,2 MW, 4 turbina, 2007
- Les Crêtes (La Tourlandry) – 10 MW, 4 turbina, 2008

### Vendée
- Beaufou – 12 MW, 6 turbina, 2007
- Bel Air (Maché) – 8 MW, 4 turbina, 2005
- Bouin – 19,5 MW, 2 helyszínen 8 turbina, 2005
- L’Espinassière (Froidfont, La Garnache) – 18 MW, 9 turbina, 2006
- La Nisandière (Brem-sur-Mer) – 4,25 MW, 5 turbina, 2006
- Les Champs-Blancs (Benet) – 10 MW, 5 turbina, 2007
- Les Métairies (Le Bernard) – 11,5 MW, 5 turbina, 2007
- Mouzeuil-Saint-Martin – Le Langon – 13,77 MW, 2 helyszínen 17 turbina, 2008
- Mulinière (Vairé) – 4 MW, 5 turbina, 2007
- Princay (Benet) – 11,5 MW, 5 turbina, 2007

## Pikárdia

### Aisne
- Bois-Lislet (Lislet) – 5 MW, 2 turbina, 2007
- Hauteville – 22 MW, 11 turbina, 2008
- Léhaucourt (Léhaucourt, Saint-Quentin) – 10 MW, 4 turbina, 2007
- Léhaucourt-Gricourt (Léhaucourt, Gricourt) – 22 MW, 11 turbina, 2008
- Montcornet (Montcornet, Lislet) – 24 MW, 12 turbina, 2008
- Montloué – 8 MW, 4 turbina, 2008
- Omissy – 10 MW, 5 turbina, 2007
- Saint-Simon (Saint-Simon, Clastres) – 11,25 MW, 2 helyszínen 5 turbina, 2004

### Oise
- La Branche-Morte (Hétomesnil) – 11,5 MW, 5 turbina, 2006
- La Marette (Saint-André-Farivillers) – 11,5 MW, 5 turbina, 2008
- Le Champ-Vert (Villeselve-Brouchy) – 10 MW, 5 turbina, 2007
- Le Cornouiller (Thieux, Noyers-Saint-Martin) – 11,5 MW, 5 turbina, 2006
- Le Moulin Démoli (Lihus) – 11,5 MW, 5 turbina, 2006
- Les Chandelles (Breteuil, Paillart) – 11,5 MW, 5 turbina, 2006
- Litz-et-Rémérangles – 28 MW, 14 turbina, 2007

### Somme
- Aire de Baie de Somme (Sailly-Filbeaucourt) - 0,25 MW, 1 turbina, 1998
- Bougainville – 12 MW, 6 turbina, 2005
- Chépy – 4 MW, 2 turbina, 2003
- Fonds-de-Fresnes (Saint-Maxent, Doudelainville, Fresne-Tilloloy) – 10 MW, 5 turbina, 2006
- Hargicourt – 14 MW, 7 turbina, 2008
- Hescamps – 6 MW, 5 turbina, 2008
- Les Monts Bergerons (Eaucourt-sur-Somme, Pont-Rémy) – 22 MW, 2 helyszínen 11 turbina, 2006
- Longchamps (Fienvilliers) – 8,35 MW, 5 turbina, 2008
- Longue Epine (Saint-Maxent) – 10 MW, 5 turbina, 2006
- Maisnières (Maisnières, Frettemeule) – 12 MW, 6 turbina, 2007
- Moulin de Froidure (Cocquerel)  - 12 MW, 6 turbina, 2007
- Nibas – 24 MW, 2 helyszínen 12 turbina, 2004
- Oresmaux – 12 MW, 6 turbina, 2008
- Petit Terroir (Méneslies) – 4,25 MW, 5 turbina, 2008
- Tilloy-Floriville (Maisnières, Tilloy-Floriville, Frettemeule) – 12 MW, 6 turbina, 2006
- Vauvilliers (Vauvilliers, Lihons) – 12 MW, 6 turbina, 2006

## Poitou-Charentes

### Charente
- Combusins (Combusins, Salles-de-Villefagnan) – 12,5 MW, 5 turbina, 2008
- Jaladeaux  (Salles-de-Villefagnan) – 10 MW, 4 turbina, 2008
- Villemur (Xambes) – 2,5 MW, 1 turbina, 2008
- Xambes – 12,5 MW, 5 turbina, 2008

### Charente-Maritime
- Bernay-Saint-Martin – 12 MW, 8 turbina, 2007
- Péré – 8 MW, 4 turbina, 2008
- Saint-Crépin – 9, MW, 6 turbina, 2004

### Vienne
- Rochereau (Le Rochereau) – 6,68 MW, 4 turbina, 2008

## Provence-Alpes-Côte d’Azur

### Bouches-du-Rhône
- Mas de Leuze (Saint-Martin-de-Crau) – 7,2 MW, 9 turbina, 2008
- Port Autonome de Marseille (Fos-sur-Mer) – 10 MW, 4 turbina, 2006
- Port-Saint-Louis-du-Rhône – 21,25 MW, 3 helyszínen 25 turbina, 2002

## Rhône-Alpes

### Ardèche
- Cruas – 6 MW, 2 turbina, 2008
- Freyssenet – 9,6 MW, 6 turbina, 2003
- La Montagne Ardéchoise (Saint-Étienne-de-Lugdarès, Astet) – 18 MW, 2 helyszínen 12 turbina, 2005
- Plateau Ardéchois (Cros-de-Géorand) – 6,8 MW, 8 turbina, 2004
- Saint-Agrève la Citadelle (Saint-Agrève, Désaignes) – 13,2 MW, 6 turbina, 2007
- Saint-Clément – 1,2 MW, 2 turbina, 2005

### Drôme
- Beausemblant – 12 MW, 6 turbina, 2000
- Donzère – 3 MW, 5 turbina, 1999
- Marsanne – 12 MW, 6 turbina, 2003
- Montjoyer et Rochefort (Montjoyer, Rochefort-en-Valdaine) – 17,25 MW, 2 helyszínen 23 turbina, 2004
- Roussas – 21 MW, 2 helyszínen 12 turbina, 2006

## Tengerentúli megyék

### Guadeloupe
- Fonds Caraïbes (Saint-François) – 4,4 MW, 20 turbina, 2003
- Grand Maison (Petit-Canal) – 1,375 MW, 5 turbina, 2007
- La Mahaudière (Anse Bertrand) – 3,025 MW, 11 turbina, 2007
- Le Moule – 0,015 MW, 1 turbina, 1999
- Le Souffleur (La Désirade) – 0,54 MW – 2 helyszínen 16 turbina, 1998
- Morne Constant (Capesterre-de-Marie-Galante) – 1,38 MW, 23 turbina, 2000
- Petit-Canal – 7,24 MW, 3 helyszínen 62 turbina, 1999
- Petit François (Petit-Canal) – 2,2 MW, 10 turbina, 2003
- Petit Place (Capesterre-de-Marie-Galante) – 1,5 MW, 25 turbina, 1997
- Plateau de la Montagne (La Désirade) – 2,1 MW, 35 turbina, 2000

### Martinique
- Morne Carrière (Le Vauclin) – 1,1 MW, 4 turbina, 2005

### Réunion
- Saint-Suzanne – La Perrière (Saint-Suzanne) – 10,175 MW, 3 helyszínen 37 turbina, 2005
- Sainte-Rose – 6,325 MW, 23 turbina, 2005
- Saintes (Terre de Bas) – 1,925 MW, 7 turbina, 2005

## Tengerentúli területek

### Francia Polinézia
- Rurutu – 0,08 MW, 2 turbina, 1999

### Saint-Pierre és Miquelon
- Miquelon (Miquelon-et-Langlade) – 0,6 MW, 10 turbina, 2002

### Új-Kaledónia
- Île-de-Lifou – 0,54 MW, 9 turbina, 2001
- Île-des-Pins – 0,18 MW, 3 turbina, 1999
- Kafeate (Koné) – 11,5 MW, 2 helyszínen 42 turbina, 2005
- Mont Mau (Mont-Dore) – 4,125 MW, 15 turbina, 2007
- Mont Négandi (Mont-Dore) – 4,5 MW, 20 turbina, 1999
- Prony (Mont-Dore) – 12,32 MW, 51 turbina, 2002